# Triviální grupa
V matematice se jako triviální grupa označuje taková grupa, která obsahuje pouze jediný prvek. Tento jediný prvek, který bývá označován e, 1 nebo 0, je neutrálním (identickým) prvkem.
Všechny triviální grupy jsou vzájemně izomorfní. Každá triviální grupa je abelovská a cyklická
Podgrupa grupy G obsahující pouze identický prvek se nazývá triviální podgrupa grupy G.